# Primera Air
Primera Air var ett danskt semesterflygbolag, som 2003–2008 hette JetX. Flygbolaget var en del av Primera Travel Group (där även Solresor, Bravo Tours, Lomamatkat, Heimsferðir  och Solia ingår). Bolaget sålde resetjänster inom semesterflygbranschen samt charterflyg och som 2017 omfattade flygresor från Skandinavien till fler än 70 destinationer kring Medelhavet, i Mellanöstern, Asien, Karibien och till öar i Atlanten. Primera Air begärde sig själv i konkurs den 2 oktober 2018.

## Historik

### JetX
JetX bildades på Island 2003. I maj-juli 2004 hyrde bolaget in två McDonnell Douglas MD-80 (MD-82) och i oktober startade man tidtabellsflygningar till Bologna-Forli, Italien. I juli 2005 hyrde bolaget in en tredje McDonnell Douglas MD-80 (MD-83).
I februari 2006 köpte Primera Travel Group 60 procent av aktierna i JetX. I september samma år hyrde bolaget in sin första Boeing 737-800 och i april–maj 2007 ytterligare tre. De två första McDonnell Douglas MD-80 (MD-82) lämnades tillbaka i september samma år. Med en Boeing 767-300ER, inhyrd med besättning från Icelandair, trafikerade bolaget från och med november 2007 flygningar från Skandinavien till Asien. I mars 2008 blev Primera Travel Group ensam ägare till JetX och i maj hyrde bolaget in en femte Boeing 737-800. Efter ägarbytet bytte JetX namn till Primera Air i oktober samma år. Flygplanen hade sedan j2007 varit målade med namnet Primera Air.

### Primera Air
2008 bildades Primera Air Scandinavia med Billund i Danmark som bas. Inför sommarsäsongen 2009 omregistrerade Primera Air huvuddelen av sin flotta till det danska luftfartsregistret och Primera Air Scandinavia. Sommaren 2009 tog bolaget beslutet att stänga Göteborgsbasen inför vintern 2009/2010. Den fackliga fackföreningen Unionen och Primera Air Scandinavia tvistade i nästan två år om de uteblivna semesterersättningarna för den uppsagda kabinpersonalen. Det hela slutade med en förlikning. 2014 beslutade Primera Air att starta en ny bas på Kastrups flygplats och flyga över planen till Landvetter flygplats för trafik inom Sverige. I januari 2015 beslutade de att stänga sin bas på Stockholm Arlanda Airport och sade upp den svenska kabinpersonalen.
Efter nedläggningen av basen på Arlanda flyttade Primera Air sina 6 st Boeing 737/800 till Lettland och skapade Primera Air Nordic. Samtidigt startade bolaget ett nytt kontrollcentrum i Riga i syfte att koncentrera all driftstyrning dit för att utvecklas även utanför Skandinavien. Som skäl till flytten av kontrollcentrumet angavs bland annat ett gynnsamt företagsklimat, erfaren och skicklig personal och en hög kvalitetsstandard. I samband med flytten utsågs tidigare verksamhetschefen Hrafn Thorgeirsson till ny vd för såväl Primera Air Scandinavia som Primera Air Nordic.

Primera Air Nordic startade sedan en ny inofficiell bas på Rigas internationella flygplats  I samband med det byter de IATA/IACAO kod till PF/PRW  De kvarvarande 2 Boeing 737-700 står fortfarande kvar i Primera Air Scandinavias namn (Dock bytt IATA/IACAO kod). 
Efter den omfattande omstruktureringen hade Primera Air 2015 åtta flygplan i drift med en omsättning på 250 miljoner dollar och en bruttovinst (EBITDA) på cirka 5,2 miljoner euro. Under de första åtta månaderna 2016 uppgick bolagets intäkter till 4 miljoner euro, vilket gav en beräknad årsintäkt på 7,6 miljoner euro. Därefter var Primera Air i huvudsak ett danskt-lettiskt flygbolag med isländska ägare.
Efter två år av ekonomiska problem meddelade Primera Air den 1 oktober 2018 att de upphörde med flygningarna och därefter ansökte om konkurs.

## Affärsmodell
Primera Air drevs ursprungligen som ett utpräglat charterbolag för några av de större researrangörerna i Skandinavien, men under 2013 började man gradvis att sälja biljetter för "endast flygstol". Senare hade bolaget en blandad affärsmodell med både charter och reguljärflyg där merparten av Primera Airs avgångar var reguljärflyg. På vissa avgångar kombinerades charter med vanliga passagerare. Bolaget sålde även fullständigt chartrade avgångar.

## Destinationer

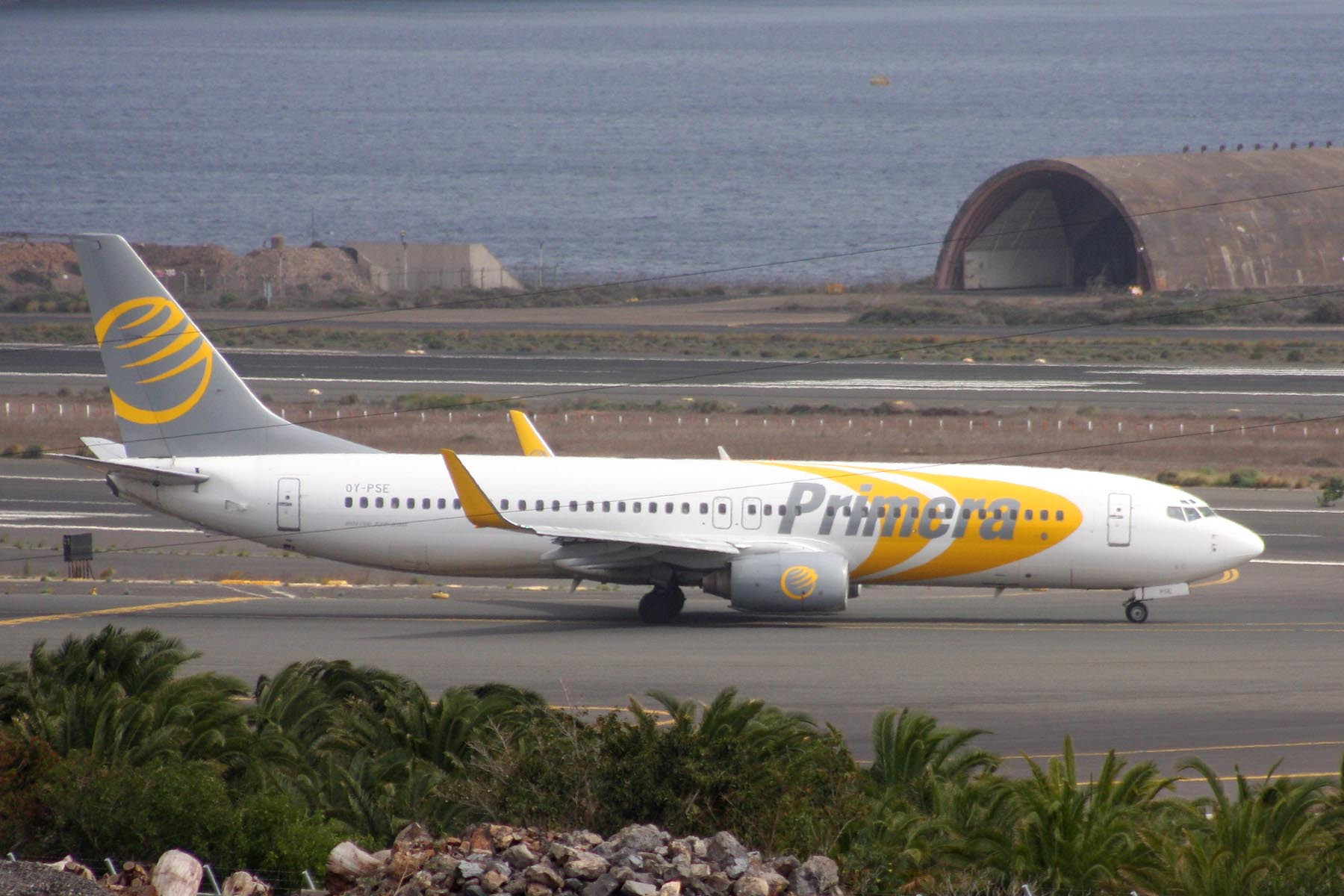
En av Primera Airs Boeing 737-800 taxar på Gran Canaria flygplats.

Primera Air sålde framför allt tur-och-retur-resor från sina skandinaviska knutpunkter till populära semesterresmål längs Medelhavets sydeuropeiska kust, Kanarieöarna, Azorerna, Madeira, Bulgarien och Turkiet, samt specialbeställda charterresor till i stort sett vart som helst. Flygbolagets utbud anpassades beroende på årstid och sålde resmål såväl oavsett säsong.

Antalet reguljära flygdestinationer ökade gradvis sedan de introducerades 2013. Under senare delen av 2014 började Primera Air flyga tio nya vinter- och sommardestinationer med direktflyg från Island: Las Palmas, Teneriffa, Alicante, Salzburg, Málaga, Mallorca, Barcelona, Bologna, Kreta och Bodrum.
Den 26 oktober 2014 lanserade Primera Air regelbundna avgångar varje vecka från Göteborg och Malmö till Dubai (Al Maktoum) och Teneriffa samt från Helsingfors till Fuerteventura och Las Palmas. Den 16 november började bolaget flyga en ny rutt från Keflavík till New York (JFK) efter att ha fått flygtillstånd till USA. Senare samma år startade flygbolaget ytterligare fyra veckoturer: Aalborg–Las Palmas, Köpenhamn, Kastrup–Billund–Lanzarote, Aarhus–Teneriffa och Aalborg–Fuerteventura.

Under 2015 tecknade Primera Air avtal värda 30 miljoner euro med flera resebyråer i Frankrike om avgångar med två flygplan från Charles de Gaulle-flygplatsen till populära sommarresmål.
 I februari 2016 lades de kroatiska destinationerna Dubrovnik och Pula till i utbudet av resmål. I maj samma år började flygbolaget erbjuda regelbundna avgångar från Billund till Nice och Venedig.
Kort därefter lanserades även flyg till Antalya. Senare samma år meddelade Primera Air att de avsåg att öka antalet avgångar till såväl befintliga som nya destinationer som Milano och Rom från Stockholm Arlanda under sommarsäsongen 2017. Bolaget angav att de vill stärka sin verksamhet och närvaro i Sverige inför framtida exapansionsplaner. Senare samma år tillkom destinationerna Trieste, Almería och Lamezia Terme. Expansionsplanerna inför 2017 omfattar bland annat orterna Kalamata, Ponta Delgada och Madeira.

## Flotta
| Flygplan       | Antal | Order | Passagerare | Anmärkningar            |
| -------------- | ----- | ----- | ----------- | ----------------------- |
| Boeing 737-700 | 2     | -     | 149         |                         |
| Boeing 737-800 | 7     | 1     | 189         | Registrerade i Lettland |
| Totalt         | 9     | 1     |             |                         |

## Tillbud
- Den 10 juli 2009 eskorterades en Primera Air Boeing 737-700 med registreringsbeteckningen TF-JXG av två italienska stridsflygplan till Fiumicino-flygplatsen i Rom (Italien), efter det att besättningen hade begärt tillstånd att nödlanda på grund av ett tekniskt fel under flight PF-362. Planet var på väg från Zakinthos (Grekland) till Dublin (Irland) med 153 passagerare och 6 besättningsmedlemmar ombord. Enligt Primera Air hade besättningen fått indikationer på att framkantsklaffarna (en lyftanordning på flygplansvingarna) inte stod i rätt läge. Besättningen valde då att uppsöka en flygplats med tillräckligt lång landningsbana för en landning med öppna klaffar, vilket flygplatsen Fiumicino har. Flygplatsen i Neapel valdes bort på grund av landningsbanans längd och terrängen kring flygplatsen. Flygplanet landade säkert på landningsbana 16L och nödläget avblåstes 19 minuter efter landningen.[19]
- Den 28 februari 2016 tvingades en Boeing 737-800 ur Primera Airs flotta att nödlanda i Nantes i Frankrike, på grund av motorproblem under en flygning från Teneriffa till Stockholm. Enligt pilotens rapport hörde besättningen ett ovanligt ljud från en av motorerna, varpå det började brinna i en av motorerna. En passagerare sade sig också ha sett eld komma från en av motorerna. Flygplanet med 169 passagerare ombord kunde landa säkert på flygplatsen i Nantes, som låg närmast, och besättningen och passagerarna erbjöds hotell över natten. Enligt en talesperson från Primera Air "har företagets tekniska personal inlett en utredning av orsaken till det tekniska felet, i samarbete med motortillverkaren CFM. [...] Vi hyser stor uppskattning för flygpersonalen som hanterade situationen på ett professionellt sätt efter högsta standard."[20][21]